# Nerofumo (fumetto)
Nerofumo è un fumetto disegnato e scritto da Carlo Peroni, in arte Perogatt, pubblicato fino a oggi sulla rivista PM - Il Piccolo Missionario e su alcune riviste sudamericane, nelle quali è chiamato Humonegro.
Nerofumo è un giovane africano a cui succedono varie avventure ambientate nel continente nero. In quasi tutte le avventure appare anche Padre Adriano, un sacerdote missionario con la barba bianca, che Nerofumo aiuta spesso a risolvere dei problemi. Un suo grande amico è un elefantino chiamato Timbo.

## Storia

### Origini
Nerofumo nacque negli anni 1960.
Un frate comboniano aveva scritto una serie di racconti che venivano pubblicati sul settimanale Il Vittorioso; Carlo Peroni pensava a realizzare le illustrazioni e, come si usava allora, anche i titoli disegnati. Peroni, per un racconto, però, fece un errore: aveva scritto "Il cacciatore di mustang" al posto di "Il domatore di mustang".
Padre Bonfanti si arrabbiò per questo errore che aveva cambiato completamente il significato del suo racconto. Si presentò a Peroni e, per "punizione", gli chiese di realizzare una storiellina gratis per il giornale che i comboniani avevano fatto per i ragazzi, Il Piccolo Missionario.
Peroni realizzò quella storia, pensando di creare Nerofumo, un personaggio semplice da disegnare: le braccia e le gambe erano solo dei fili neri, il tutto per fare prima. Consegnata quella storia (dove tra l'altro Peroni aveva messo lo stesso sacerdote, chiamato nel fumetto Padre Adriano), Padre Bonfanti disse al disegnatore che quella storia era piaciuta ed ora avrebbe dovuto continuare, ma da quella volta in poi gli sarebbero state pagate (con una cifra simbolica) quelle storie.

### Nerofumo all'estero
Da allora Peroni realizzò numerose storie a fumetti di Nerofumo, che poi vennero tradotte anche in altre lingue: africane e sudamericane, sempre con un notevole successo che dura a tutt'oggi.
In Messico questo personaggio è molto conosciuto e, mancando delle storie dato che loro ne pubblicano molte di più di quante non si producano in Italia, sono diversi i disegnatori che realizzano talvolta delle storie di Nerofumo con l'approvazione di Peroni, dopo aver sostenuto varie prove. Un disegnatore provò addirittura a realizzare un Nerofumo a 3D che fece poi ricevere a Peroni per l'approvazione, ma Peroni dovette dirgli, con rincrescimento, che quel disegno tridimensionale era bellissimo, ma non somigliava molto a Nerofumo.

### Cortometraggio animato
A quell'epoca Carlo Peroni aveva anche realizzato un cortometraggio animato dei personaggi, dopo averli modellati egli stesso con un materiale abbastanza simile alla plastilina, chiamato DAS, riprendendoli con la propria piccola cinepresa a 8 millimetri (a "passo 1", cioè con uno scatto per ogni movimento eseguito dai vari personaggi): un lavoro non indifferente. Quando Padre Bonfanti vide il corto si entusiasmò e disse che avrebbe cercato di poter realizzare in seguito un vero film a disegni animati, che però... non si fece mai, per l'impossibilità di trovare gli sponsor per finanziare le spese.
Sempre nello stesso periodo, Bonfanti aveva avuto una idea ben diversa: costruire in Africa una centrale per il contenimento dell'acqua. Si rivolse ad Adriano Celentano che proprio in quel periodo stava per iniziare la sua trasmissione del sabato sera chiamata Fantastico.
Celentano, ascoltato il progetto, accettò con entusiasmo e lanciò durante la trasmissione un appello, invitando i telespettatori ad inviare ciascuno il corrispettivo della spesa di un mattone.
Arrivarono subito moltissimi contributi, tanto che alla fine Padre Adriano ebbe la cifra necessaria per realizzare quell'opera in Africa e, poco tempo dopo, fece vedere un filmato con l'opera realizzata.